# Alto Minho
L'Alto Minho è una subregione statistica del Portogallo, parte della regione Nord, e del distretto di Viana do Castelo. Confina a nord e a est con la Spagna, a sud con il Cávado e ad ovest con l'Oceano Atlantico.

## Suddivisioni
Comprende 10 comuni:
- Arcos de Valdevez
- Caminha
- Melgaço
- Monção
- Paredes de Coura
- Ponte da Barca
- Ponte de Lima
- Valença
- Viana do Castelo
- Vila Nova de Cerveira